# Hymnus Inanna B

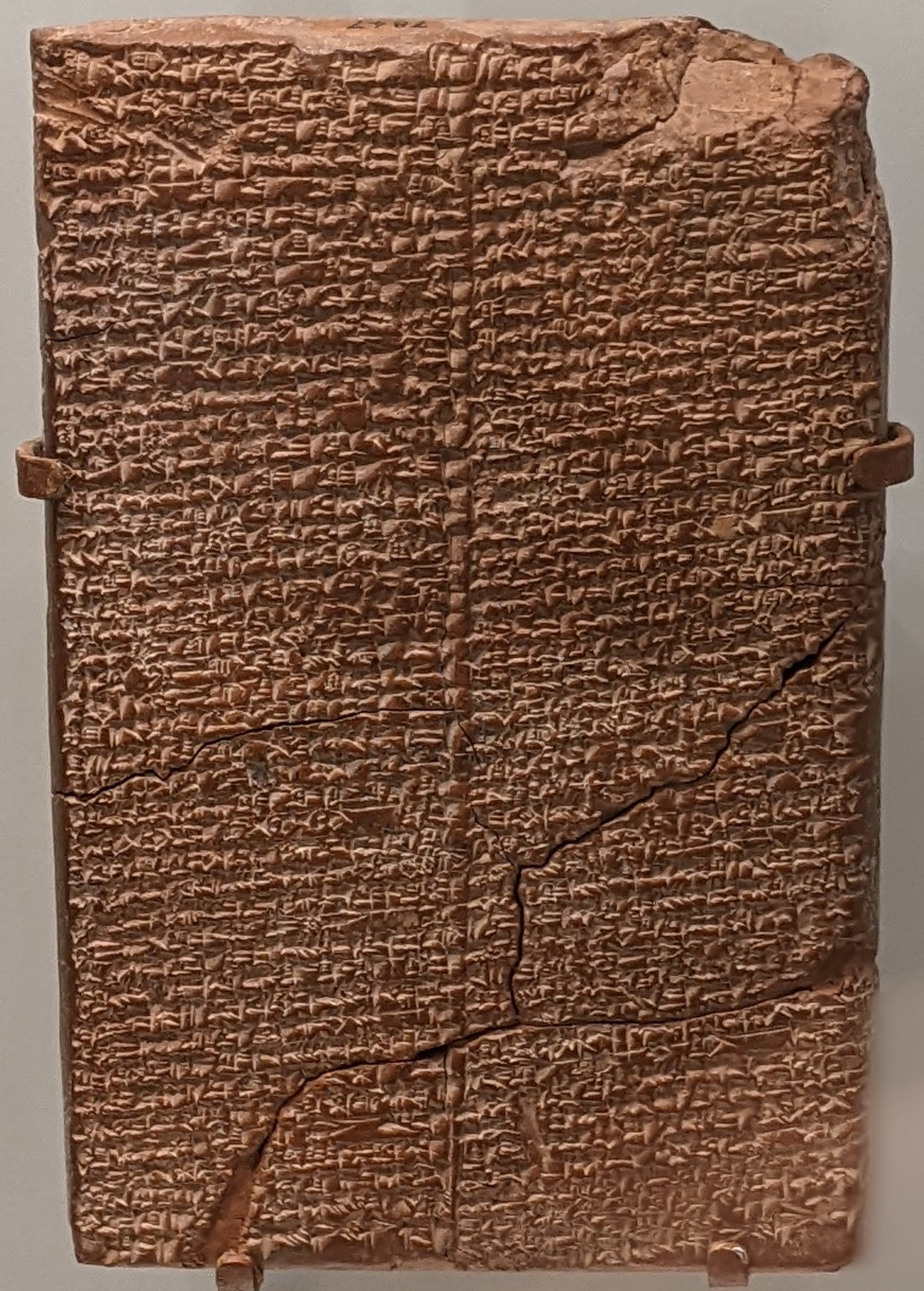
Hymnus Inanna B, University of Pennsylvania Museum

Hymnus Inanna B (altakkadische Zeit (etwa 2350–2154 v. Chr.)) oder Nin me šara („Herrin der unzähligen Me“; modern auch The Exaltation of Inana / Inana B) ist ein Preislied an die Göttin Inanna von 154 Zeilen. Nach Claus Wilcke gehört der Text „zum Schwierigsten, das es in der literarischen Überlieferung in sumerischer Sprache gibt“.

## Editionen
Die erste vollständige Edition von Nin me šara entstand durch Hallo/van Dijk 1968. Eine grundlegend neue Bearbeitung auf Basis einer breiteren Textgrundlage sowie neuerer Sprachforschung und Textkritik veröffentlichte Annette Zgoll 1997 (weitere Verbesserungen in Zgoll 2014 und 2021).

## Inhalt
Das Werk nimmt Bezug auf die Rebellion des Lugal-Ane und En-ḫedu-annas Verbannung. Wahrscheinlich im Exil in Ĝirsu verfasst, soll das Lied die Göttin Inanna dazu bewegen, zugunsten En-ḫedu-annas und der sargonischen Dynastie in den Konflikt einzugreifen. Hierzu konstruiert der Text einen Mythos: An, der König der Götter, stattet die Göttin Inanna mit göttlichen Kräften aus und lässt sie sein Urteil über alle Städte von Sumer vollstrecken, wodurch sie selbst zur Herrscherin des Landes und mächtigsten aller Götter wird. Als nunmehr die Stadt Ur gegen ihre Herrschaft rebelliert, fällt Inanna ihr Urteil über diese und lässt es durch Nanna, den Stadtgott von Ur und ihren Vater, vollstrecken. Inanna ist somit zur Herrin von Himmel und Erde gleichermaßen geworden – und somit befähigt, auch über die ursprünglich höhergestellten Götter (An und Nanna) ihren Willen durchzusetzen, der in der Zerstörung von Ur und Lugal-Ane resultiert. Nin me šara wurde somit als mächtiges Ritual verstanden, das direkten Einfluss auf den Ausgang des Krieges hatte.

## Autorin
En-ḫedu-anna nennt sich in Z. 67 und 81 als Autorin und Sprecherin, die unmittelbar auf ihr eigenes Schicksal Bezug nimmt. En-ḫedu-ana gilt als erste namentlich bekannte Autorin der Menschheitsgeschichte. Ihrer literarischen „Pionierrolle“ war sie sich durchaus bewusst: sie ist die erste Schriftstellerpersönlichkeit, die sich selbst namentlich erwähnt und die in ihren Werken Persönliches schreibt. Mit ihrem Namen sind mehrere religiöse Literaturwerke in sumerischer Sprache verbunden: Nin me šara („Herrin der unzähligen Me“; modern auch The Exaltation of Inana / Inana B), Innin ša gura („Herrin des großen Herzens“, modern auch Inana C), die Tempelhymnen.